# Ryentchinii Tchoïnom
Ryentchinii Tchoinom (mongol : Ренчиний Чойном), né le 10 février 1936 à Darkhan Sum, et décédé le 24 avril 1979, était un poète et romancier mongol de Mongolie.
Il étudia à l'Université nationale de Mongolie et eut des problèmes pendant le régime communiste.  

## Œuvres
- Gal morin tsag (Гал морин цаг)
- Gereeslel (Гэрээслэл)
- Eejdee ailgaj khelsen ügs (Ээждээ айлгаж хэлсэн үгс)
- Zaluu nas (Залуу нас)
- Sümtei budaryn chuluu (Сүмтэй бударын чулуу)
- Tal (Тал)
- Ulaan devter (Улаан дэвтэр)
- Okhindoo bichsen zakhidal (Охиндоо бичсэн захидал)
- Khün (Хүн)